# Ten Freedom Summers
“Ten Freedom Summers”는 네 개의 디스크로 이루어진 미국의 트럼펫 연주자이자 작곡가 와다다 리오 스미스의 박스 세트이다. 2012년 5월 5일 큐니어폼 레코드를 통하여 발매하였다. 스미스는 1977년부터 34년이 넘는 시간 동안 간헐적으로 작곡을 진행하였으며, 2011년 11월 로스앤젤레스에 위치한 콜번 스쿨의 지퍼 홀에서 공연을 선보였다. 9명으로 구성된 사우스웨스트 체임버 뮤직 앙상블과 드러머 피로안 악라프와 수지 이바라, 피아니스트 앤서니 데이비스, 베이시스트 존 린드버그로 이루어진 스미스의 재즈 콰르텟이 참여하였다.
대부분이 클래식 음악인 작품인 “Ten Freedom Summers” 모음곡으로 완전히 음악 발달된 19개의 음악이 수록되어 있다. 많은 곡이 미국의 흑인 민권 운동 및 이와 관련된 것을 반영한 추상적인 제목을 사용하기 위해 기존에 많이 사용되던 주제를 택하지 않았다. 스미스는 자신의 고향인 미시시피주와 극작가 오거스트 윌슨의 작품인 《피츠버그 연대기》(Pittsburgh Cycle)가 노래를 만드는 데 영감을 준 것들이라고 밝혔다. “Ten Freedom Summers”는 음악 평론가들로부터 폭넓은 찬사를 받았으며, 2013년 퓰리처상 음악 부문에서 최종 후보 3개의 작품에 이름을 올렸다.

## 배경
스미스는 1977년 ‘Medgar Evers’를 만들면서 작업을 시작하였다. ‘Medgar Evers’는 1963년 미시시피주에서 총에 맞아 쓰러진 메드가 에버스에서 이름을 따왔다. 이후 스미스는 간헐적으로 작업을 진행하였다. 사우스웨스트 체임버 뮤직 앙상블의 지원으로 거주지나 보조금, 수수료 등을 받으며 34년 동안 작품을 만들었으며, 이후 2009년에서 2011년에 다양한 활동을 진행하며 작품을 완성하였다. 스미스는 오거스트 윌슨의 10부작 연극 《피츠버그 연대기》에서 여러 이야기를 하나로 묶어내는 것에 영감을 받았다. 또한 스미스는 아래와 같이 설명하며 미국에서 인종 분리 정책이 시행되던 시대를 살아온 자신의 개인적 경험을 언급하였다.
나는 1941년에 태어나 미시시피주의 흑인 분리 지역에서 자랐고, 평등을 얻기 위해 운동을 하는 것이 필수적이었던 시절을 경험하였다. 그런 일이 일어나는 것을 봐왔다. 그 순간들이 이 작품을 만드는 일을 촉발시켰다. 내가 작곡가와 연주자가 되겠다는 첫 꿈을 갖게 된 것도 바로 그런 환경에서 자라면서 생긴 것이었다.
“Ten Freedom Summers”는 2011년 11월 4일부터 11월 6일까지 3일 동안 로스앤젤레스에 위치한 콜번 스쿨의 지퍼 홀에서 녹음을 하였다. 스미스는 총 19곡을 녹음하였으며, 골든 콰르텟, 사우스웨스트 체임버 뮤직 앙상블이 참여하고, 제프 폰 데르 슈미트가 지휘를 맡았다. 스미스의 콰르텟에는 드러머 피로언 악라프, 수지 이바라와 피아니스트 앤서니 데이비스, 베이시스트 존 린드버그가 참여하였다.

## 평가
| 전문가 평가      | 전문가 평가 |
| 총 점수          | 총 점수     |
| 출처             | 점수        |
| ---------------- | ----------- |
| 메타크리틱       | 99/100      |
| 평가 점수        |             |
| 출처             | 점수        |
| 가디언           | [ 8 ]       |
| 뮤직OMH          | [ 9 ]       |
| 아이리시 타임스  | [ 10 ]      |
| 올뮤직           | [ 4 ]       |
| 올 어바웃 재즈   | [ 11 ]      |
| 톰 헐 – 온 더 웹 | B+ (★★★)    |
| 팝매터스         | 10/10       |

“Ten Freedom Summers”는 음악 평단으로부터 폭넓은 찬사를 받았다. 리뷰 애그리게이터 사이트 메타크리틱에서는 8개의 리뷰를 통하여 평균 99점이 매겨졌으며, 이는 메타크리틱에서 가장 높은 점수를 받은 음반이다.

## 트랙 리스트
모든 음악은 와다다 리오 스미스가 작곡하였다.
| #            | 제목                                                                                     | 재생 시간 |
| ------------ | ---------------------------------------------------------------------------------------- | --------- |
| 1.           | 〈Dred Scott: 1857〉                                                                     | 11:48     |
| 2.           | 〈Malik Al Shabazz and the People of the Shahada〉                                       | 5:15      |
| 3.           | 〈Emmett Till: Defiant, Fearless〉                                                       | 18:02     |
| 4.           | 〈Thurgood Marshall and Brown vs. Board of Education: A Dream of Equal Education, 1954〉 | 15:05     |
| 5.           | 〈John F. Kennedy's New Frontier and the Space Age, 1960〉                               | 22:08     |
| 총 재생 시간 | 총 재생 시간                                                                             | 82:18     |

| #            | 제목                                                                             | 재생 시간 |
| ------------ | -------------------------------------------------------------------------------- | --------- |
| 1.           | 〈Rosa Parks and the Montgomery Bus Boycott, 381 Days〉                          | 12:43     |
| 2.           | 〈Black Church〉                                                                 | 16:35     |
| 3.           | 〈Freedom Summer: Voter Registration, Acts of Compassion and Empowerment, 1964〉 | 12:34     |
| 4.           | 〈Lyndon B. Johnson's Great Society and the Civil Rights Act of 1964〉           | 24:12     |
| 총 재생 시간 | 총 재생 시간                                                                     | 66:04     |

| #            | 제목                                                                                | 재생 시간 |
| ------------ | ----------------------------------------------------------------------------------- | --------- |
| 1.           | 〈Freedom Riders Ride〉                                                             | 16:40     |
| 2.           | 〈Medgar Evers: A Love-Voice of a Thousand Years' Journey for Liberty and Justice〉 | 10:07     |
| 3.           | 〈D.C. Wall: A War Memorial for All Times〉                                         | 12:17     |
| 4.           | 〈Buzzsaw: The Myth of a Free Press〉                                               | 15:03     |
| 5.           | 〈Little Rock Nine: A Force for Desegregation in Education, 1957〉                  | 13:49     |
| 총 재생 시간 | 총 재생 시간                                                                        | 67:56     |

| #            | 제목                                                                     | 재생 시간 |
| ------------ | ------------------------------------------------------------------------ | --------- |
| 1.           | 〈America, Parts 1, 2 & 3〉                                              | 14:11     |
| 2.           | 〈September 11th, 2001: A Memorial〉                                     | 9:39      |
| 3.           | 〈Fannie Lou Hamer and the Mississippi Freedom Democractic Party, 1964〉 | 8:36      |
| 4.           | 〈Democracy〉                                                            | 14:30     |
| 5.           | 〈Martin Luther King, Jr: Memphis, the Prophecy〉                        | 20:34     |
| 총 재생 시간 | 총 재생 시간                                                             | 67:30     |

## 참여진
크레딧은 음반의 라이너 노트에서 발췌하였다.
| - 피로언 악라프 – 드럼 - 알리슨 비요케달 – 하프 - 도로시 코튼 – 라이너 노트 - 도로시 카우필드 – 사진 - 앤서니 데이비스 – 피아노 - 빌 엘스워스 – 패키지 디자인 - 제프 에반스 – 편집, 믹싱 엔지니어 - 짐 포스치아 – 클라리넷 - 로렌즈 감마 – 바이올린 - 골든 콰르텟 – 앙상블 - 골든 퀸텟 – 앙상블 - 스티브 건서 – 사진 - 린 호튼 – 그림 - 수지 이바라 –드럼 - 마이클 잭슨 – 사진 | - 패터 제이콥슨 – 첼로 - 래리 카플랜 – 플루트 - 잰 칼린 – 비올라 - 워런 K. 레플러 – 사진 - 존 린드버그 – 베이스 - 진 폴 – 마스터링 엔지니어 - 톰 피터스 – 베이스 - 제이미 폴라스키 – 마스터링 보조 - 제프 폰 데르 슈미트 – 지휘자 - 와다다 리오 스미스 – 작곡가, 총괄 프로듀서, 프로듀서, 트럼펫 - 매슈 스나이더 – 엔지니어 - 사우스웨스트 체임버 뮤직 – 앙상블, 총괄 프로듀서, 프로듀서 - 매슈 슈메라 – 라이너 노트 - 린 바턴 – 퍼커션 - 샬리니 비자얀 – 바이올린 |

## 발매 일정
| 지역   | 날짜            | 레이블   | 포맷               | 각주          |
| ------ | --------------- | -------- | ------------------ | ------------- |
| 캐나다 | 2012년 5월 8일  | 큐니어폼 | CD                 | [ 14 ]        |
| 일본   | 2012년 5월 20일 | 큐니어폼 | CD                 | [ 15 ]        |
| 영국   | 2012년 5월 21일 | 큐니어폼 | CD                 | [ 16 ] [ 17 ] |
| 영국   | 2012년 5월 22일 | 큐니어폼 | 디지털 다운로드    | [ 16 ] [ 17 ] |
| 미국   | 2012년 5월 22일 | 큐니어폼 | CD 디지털 다운로드 | [ 18 ]        |

### 내용주
1. ↑  메타크리틱에서 리뷰가 7개 보다 적은 음반은 순위에 포함되지 않는다

### 참조주
1. 1 2  “Wadada Leo Smith's Golden Quartet” (영어). 큐니어폼 레코드. 2012년 6월 21일에 원본 문서에서 보존된 문서. 2021년 7월 22일에 확인함.
2. ↑  버크, 그렉 (2011년 10월 23일). “Wadada Leo Smith's opus”. 《로스앤젤레스 타임스》 (영어). 2011년 10월 25일에 원본 문서에서 보존된 문서. 2021년 7월 22일에 확인함.
3. 1 2  호턴, 린 (2011년 11월 5일). “Wadada Leo Smith: Ten Freedom Summers”. 《재즈타임스》 (퀸시). 2021년 4월 11일에 원본 문서에서 보존된 문서. 2013년 1월 20일에 확인함.
4. 1 2  유렉, 톰. “Ten Freedom Summers – Wadada Leo Smith”. 《올뮤직》 (영어). 2013년 3월 18일에 원본 문서에서 보존된 문서. 2012년 7월 22일에 확인함.
5. 1 2 3  코튼, 도로시; 슈메라, 매슈 (2012). 《Ten Freedom Summers》 (CD 라이너). 와다다 리오 스미스. 실버 스프링: 큐니어폼 레코드. 350/351/352/353.
6. ↑  데이튼존슨, 제프 (2012년 6월 18일). “Wadada Leo Smith: Ten Freedom Summers”. 《올 어바웃 재즈》 (영어). 비전 X 소프트웨어. 1–3쪽. 2012년 11월 11일에 원본 문서에서 보존된 문서. 2021년 7월 22일에 확인함.
7. ↑  “Ten Freedom Summers Reviews, Ratings, Credits, and More”. 《메타크리틱》 (영어). 2012년 12월 27일에 원본 문서에서 보존된 문서. 2021년 7월 22일에 확인함.
8. ↑  포덤, 존 (2012년 8월 30일). “Ishmael Wadada Leo Smith: Ten Freedom Summers – review”. 《가디언》 (영어). 2015년 4월 3일에 원본 문서에서 보존된 문서. 2021년 7월 22일에 확인함.
9. ↑  패튼, 대니얼. “Wadada Leo Smith – Ten Freedom Summers”. 《뮤직OMH》 (영어). 2013년 1월 16일에 원본 문서에서 보존된 문서. 2013년 1월 15일에 확인함.
10. ↑  라킨, 코맥 (2012년 6월 15일). “Wadada Leo Smith”. 《아이리시 타임스》 (영어). 2018년 6월 24일에 원본 문서에서 보존된 문서. 2021년 7월 22일에 확인함.
11. ↑  샤프, 존 (2012년 7월 8일). “Wadada Leo Smith: Wadada Leo Smith: Ten Freedom Summers”. 《올 어바웃 재즈》 (영어). 2014년 7월 23일에 원본 문서에서 보존된 문서. 2021년 7월 22일에 확인함.
12. ↑  헐, 톰. “Jazz Prospecting: July 2012”. 《tomhull.com》 (영어). 2020년 7월 2일에 원본 문서에서 보존된 문서. 2021년 7월 22일에 확인함.
13. ↑  랭호프, 조시 (2012년 8월 31일). “Wadada Leo Smith: Ten Freedom Summers”. 《팝매터스》 (영어). 2015년 9월 10일에 원본 문서에서 보존된 문서. 2021년 7월 22일에 확인함.
14. ↑  “Ten Freedom Summers : 4CD”. HMV 캐나다. 2012년 11월 13일에 원본 문서에서 보존된 문서. 2012년 11월 13일에 확인함.
15. ↑  “Ten Freedom Summers” (일본어). HMV Japan. 2012년 11월 13일에 원본 문서에서 보존된 문서. 2012년 11월 13일에 확인함.
16. ↑  “Wadada Leo Smith: Ten Freedom Summers: 4cd (2012)”. HMV UK. 2012년 11월 11일에 원본 문서에서 보존된 문서. 2012년 11월 11일에 확인함.
17. ↑  “Ten Freedom Summers (2012)”. 7digital. 2012년 11월 11일에 원본 문서에서 보존된 문서. 2012년 11월 11일에 확인함.
18. ↑  “Wadada Leo Smith – Ten Freedom Summers CD Album”. CD 유니버스. 뮤즈. 2012년 11월 11일에 원본 문서에서 보존된 문서. 2012년 11월 11일에 확인함.

## 읽어 보기
- 피슐린, 대니얼 (2012년). “Improvocracy, or Improvising the Civil Rights Movement in Wadada Leo Smith's Ten Freedom Summers”. 《Critical Studies in Improvisation》 8 (1). 2015년 9월 6일에 원본 문서에서 보존된 문서.
- 마츠너, 프란츠 A. (2011년 3월 14일). “Wadada Leo Smith: The Teacher”. 《올 어바웃 재즈》. 2011년 3월 16일에 원본 문서에서 보존된 문서.